# Bas Kolbach
Bastiaan (Bas) Kolbach (Burgh-Haamstede, 15 februari 1936 - Goes, 2 augustus 2018) was een Nederlands bestuurder en politicus van het CDA.
Hij begon zijn carrière op de gemeentesecretarie van Oud-Alblas en werkte daarna bij de rijksbelastingdienst, de gemeenten Papendrecht en Oud-Beijerland en bij de gezamenlijke gemeentesecretarie van Benschop, Hoenkoop en Polsbroek. Kolbach was waarnemend gemeentesecretaris van Nieuwerkerk aan den IJssel voor hij in 1971 de gemeentesecretaris van Dirksland werd. Daar was hij ook actief in de lokale politiek. In 1977 volgde zijn benoeming tot burgemeester van de gemeenten Goudswaard, Nieuw-Beijerland en Piershil. Op 1 januari 1984 fuseerden die drie gemeenten met de gemeente Zuid-Beijerland tot de nieuwe gemeente Korendijk. Op die datum werd hij de burgemeester van die fusiegemeente wat hij tot zijn pensionering begin 2001 zou blijven.